# コルト・ローマン
コルト・ローマン (Colt Lawman) は、アメリカの銃器メーカー、コルト社が1960年代に開発した回転式拳銃であり、「コルトMkIIIシリーズ」の一機種である。
本項目ではMk.IIIシリーズの派生型であるコルト・トルーパーと併せて記述する。

## 特徴
コルト社の高級リボルバーとして知られるパイソンとは違い低価格であるが、暴発を防ぐ機構「セーフティ・コネクター」(Mk.Ⅲ)や新型のトリガーメカニズムを導入するなど、内部に関しては改良が加えられている。
「ローマン」（ Lawman：法執行人の意）の名が示す通り、警察向けの拳銃として設計されており、従来のコルトリボルバーと比較すると銃身の肉厚が増やされている。弾薬として.357マグナム弾も使用でき、特に2インチモデルは小型でありながらもマグナム弾の発射が可能な拳銃となっている。
バリエーションとしてはエジェクターロッドシュラウドを持たない前期型とシュラウドを持つ後期型がある。1980年代には「ローマンMk.III」は、基本設計はそのままでメカニズムに改良を加えた「Mk.Vシリーズ」に更新され、「ローマンMk.V」となった。
1990年代以降のアメリカにおいては非常にマイナーな機種となっている一方で、日本においては日本の遊戯銃メーカーが製造したモデルガンが1970年代から1980年代の刑事ドラマにおいて多く使用されたため、比較的メディアへの露出度が高い拳銃である。

## コルト・トルーパー

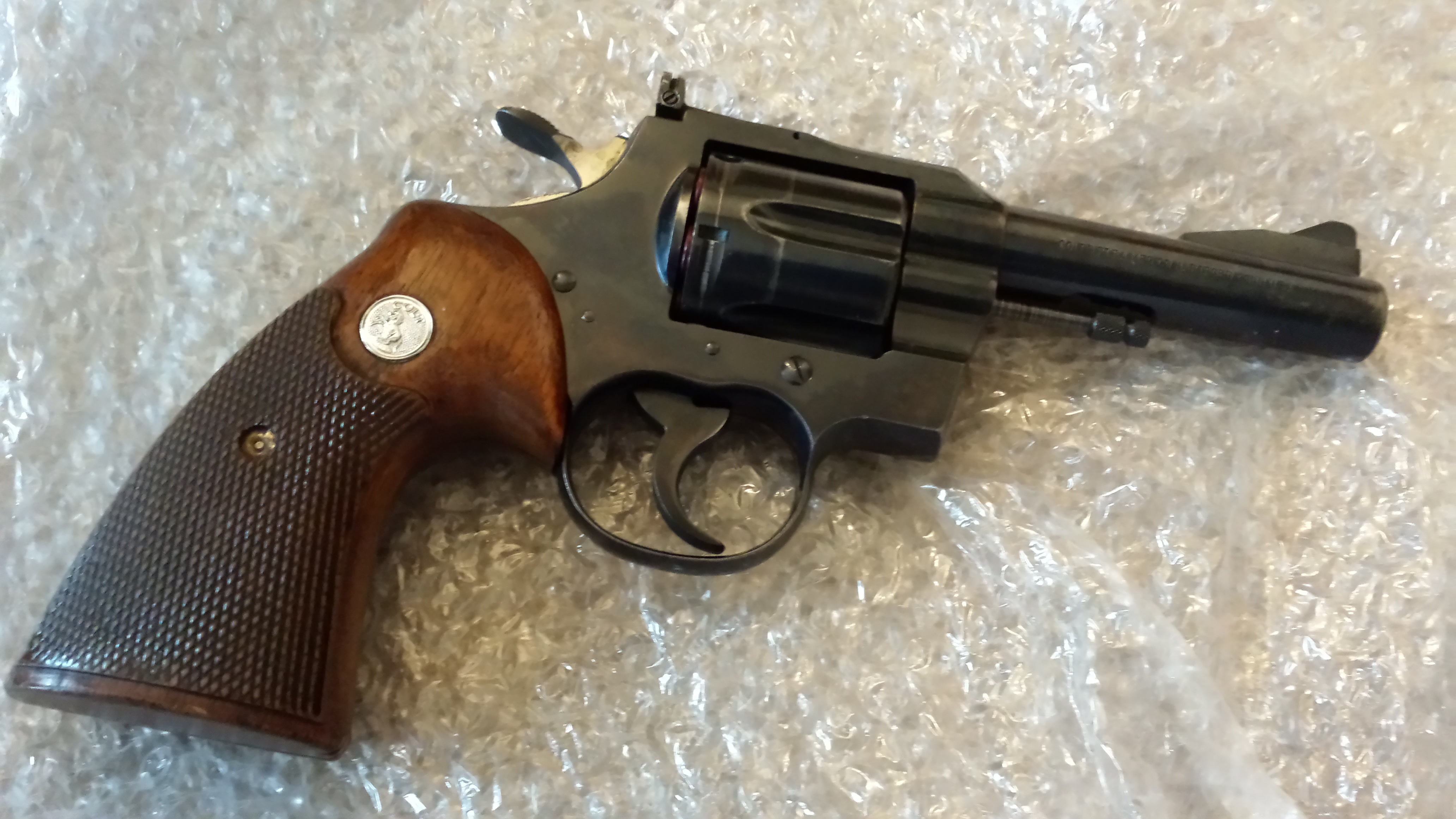
コルト・トルーパー

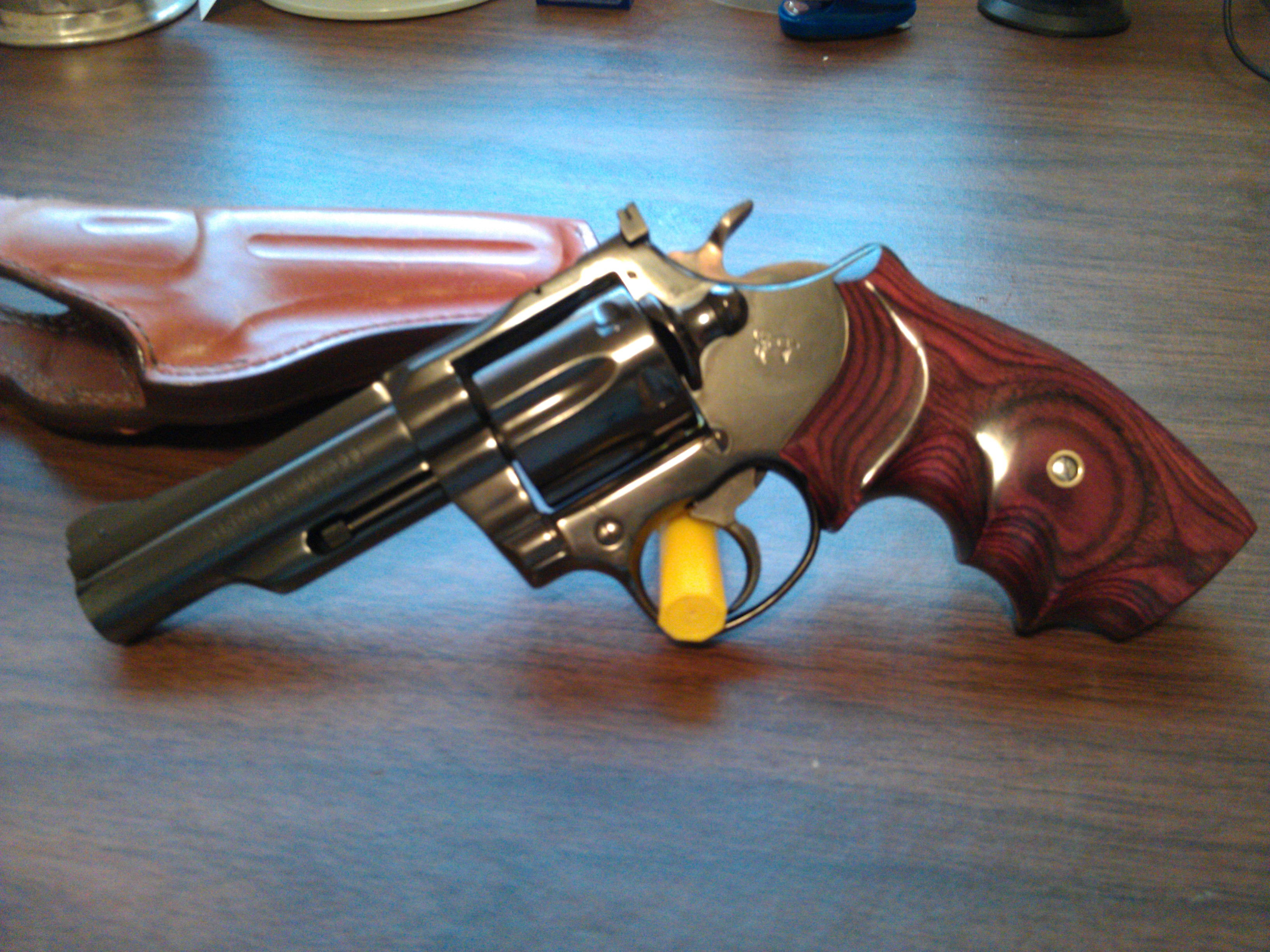
コルト・トルーパー Mk.III

1953年に発売されたコルト社のマグナムリボルバー。ローマンと同様に当時のコルト社のリボルバーらしく、エジェクターロッドハウジングが無く、サイトはフロントが同様のランプタイプで、リアがアジャスタブルタイプとなっている。グリップはウォールナット製のチェッカードグリップだが、オプションでターゲットグリップも備わっている。.22LR弾に対応するモデルも存在。
2年後の1955年に同社の傑作であるパイソンが登場したため、地味な存在となってしまったが、ローマンMk.IIIの発売と同時期の1969年に、生産性に長けた焼結金属を多用したパーツに加え、スミス&ウェッソン社のS&W M19を思わせるエジェクターロッドハウジングを持ち、グリップ内にコイルトリガースプリング、セーフティ・コネクターを内蔵した「トルーパーMk.III」にリニューアルされたことで、アメリカではある程度の知名度を持つようになった。後に.357マグナム弾を使用する標準モデルの他に、ユーザーからの要望で.22LR弾、.22マグナム弾を使用する派生モデルも製造されるようになった。
1980年代には「Mk.Vシリーズ」に更新され、パイソンを思わせるベンチレイテッドリブを持ち、トリガーフィーリング向上のためにトリガーメカニズムをショートアクションタイプとした「トルーパーMk.V」となった。このトルーパーMk.Vの銃表面のバフ磨き鏡面仕上げを省略した廉価版として「ピースキーパー」も作られたが、数年後には同社のキングコブラやアナコンダにとって代わられることとなった。

## 登場作品
ローマンは日本のトイガンメーカー大手であるMGCからモデルガンが発売されており、この製品はモデルガンの中でも作動が安定していたことと、当時の日本でモデルガン化されていたリボルバーの中では数少ない短銃身タイプが充実していた製品であったことから、日本の刑事ドラマではコルト.32オート、および.32オートをモデルとした“日活コルト”と並んで多く登場する拳銃である。
ただし、製造国であるアメリカにおいてもマイナーな機種ということもあって、日本国外の作品にはほとんど登場していない。

### 映画・テレビドラマ
『非情のライセンス』
会田刑事（天知茂）がコルト・ローマン2インチのショートバレルを愛用。
『西部警察』
登場するほとんどの刑事が使用。
『あぶない刑事』
港署の刑事が使用。
大下勇次（柴田恭兵）がTV『あぶない刑事』から映画『またまたあぶない刑事』まで使用。町田透（仲村トオル）がTV『あぶない刑事』第1話「暴走」から第30話「黙認」まで使用。
『噂の刑事トミーとマツ』
トミー / 岡野富夫（国広富之）が使用。
『大都会25時』
富田刑事（山下真司）が2インチモデルを使用。オープニングで覆面パトカーから降りると同時に構える映像が見られる。
『刑事貴族』
原田刑事（田中実）がPART2からPART3前期まで4インチモデルを使用し、PART3後期では2インチモデルを使用した。

『太陽にほえろ!』
一係の多くの刑事が旧ローマン２インチを使用。石塚刑事 / ゴリさん（竜雷太）がトルーパー4インチを使用。岩城刑事 /ロッキー（木之元亮）がローマン４インチを使用。滝刑事 / スコッチ（沖雅也）がトルーパー6インチを使用。井川刑事 /トシさん（地井武男）が新ローマン２インチを使用。
『ハロー!グッバイ』
真鍋刑事（布施博）と風間刑事（川崎麻世）が4インチモデルを使用。

『代表取締役刑事』
刑事課課員のほとんどの刑事が使用。
『はみだし刑事情熱系』
高見刑事（柴田恭兵）を筆頭に、広域捜査隊のほとんどの刑事が使用。
『風の刑事・東京発!』
風間刑事（柴田恭兵）が2インチモデルを使用。

『ゴリラ・警視庁捜査第8班』
谷川刑事（谷川竜）が4インチモデルを使用。
『ゲッタウェイ』
ルディ・バトラー（アル・レッティエリ） が使用。前半ではパイソン6インチモデルを使用していたが、後半からトルーパー6インチモデルにすり替わっている。
『組織』
ジャック・コーディー（ジョー・ドン・ベイカー）、マイラー（ロバート・ライアン）がローマン前期型を使用。
『ブラック・サンデー』
カバコフ少佐（ロバート・ショウ）がローマン2インチモデルを使用。
『遊星からの物体X』
ギャリー隊長がローマン Mk IIIを使用。

### 漫画・アニメ
『シティーハンター』
槇村香の愛銃。兄、槇村秀幸の形見の品。ローマンMk.IIIの2インチモデルを使用。
『20世紀少年』
オッチョ（落合長治）が新宿にて調達してきた拳銃の一つとしてMk.Ⅴの4インチモデルが登場。劇中ではモンちゃん（子門真明）が携行した。脅しのみで発砲はしなかった。
『ガンスミスキャッツ』
ロイ・コールマン刑事が4インチモデルを使用。